# Mackenheim
Mackenheim (elsässisch Mackene) ist eine französische Gemeinde mit 775 Einwohnern (Stand 1. Januar 2021) im Département Bas-Rhin in der Region Grand Est (bis 2015 Elsass). Der Rhein ist knapp zwei Kilometer vom Dorfkern entfernt.

## Geschichte
Die Siedlung entstand im 8./9. Jahrhundert. Das Oberdorf gehörte zum Kloster St. Stefan in Straßburg und das Unterdorf zum dortigen Bistum. Während der deutschen Besatzung im Zweiten Weltkrieg wurden 1940 die im Ort verbliebenen jüdischen Einwohner nach Südfrankreich deportiert. Laut Yad Vashem wurden sechzehn ehemalige jüdische Einwohner Opfer der nationalsozialistischen Judenverfolgung.

## Bevölkerung
Im 19. Jahrhundert zählte Mackenheim rund 1000 Einwohner. Die heutigen Einwohner arbeiten größtenteils auswärts. Die Landwirtschaft wird von nebenberuflichen Bauern betrieben.

### Einwohnerzahlen
| 1962 | 1968 | 1975 | 1982 | 1990 | 1999 | 2005 | 2013 |
| ---- | ---- | ---- | ---- | ---- | ---- | ---- | ---- |
| 568  | 580  | 628  | 598  | 682  | 654  | 680  | 747  |

## Bauwerke
- Die heute noch bestehende romanische Kapelle aus dem 12. Jahrhundert war früher die Pfarrkirche.

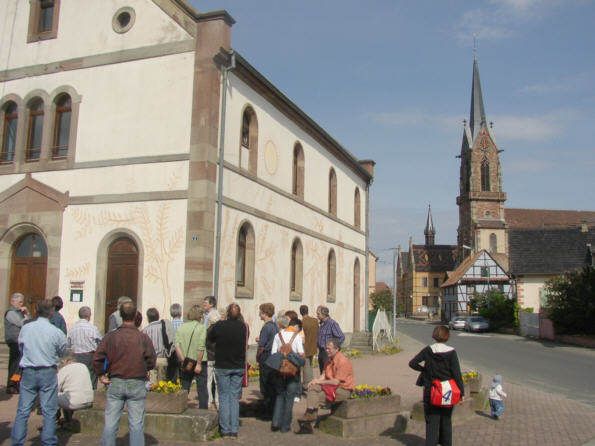
Das Riedmünster aus dem 19. Jahrhundert kann rund 500 Personen fassen. Da das Dorf damals rund die doppelte Einwohnerzahl enthielt, stieß die geringe Größe der alten Kirche auf Unmut. Der Bürgermeister Göpfert war die treibende Kraft für den Bau einer neuen Kirche, und so entstand die Kirche St. Stephan im neugotischen Stil zwischen 1864 und 1866. Aus dem alten Riedmünster wurde dann eine Friedhofskapelle.
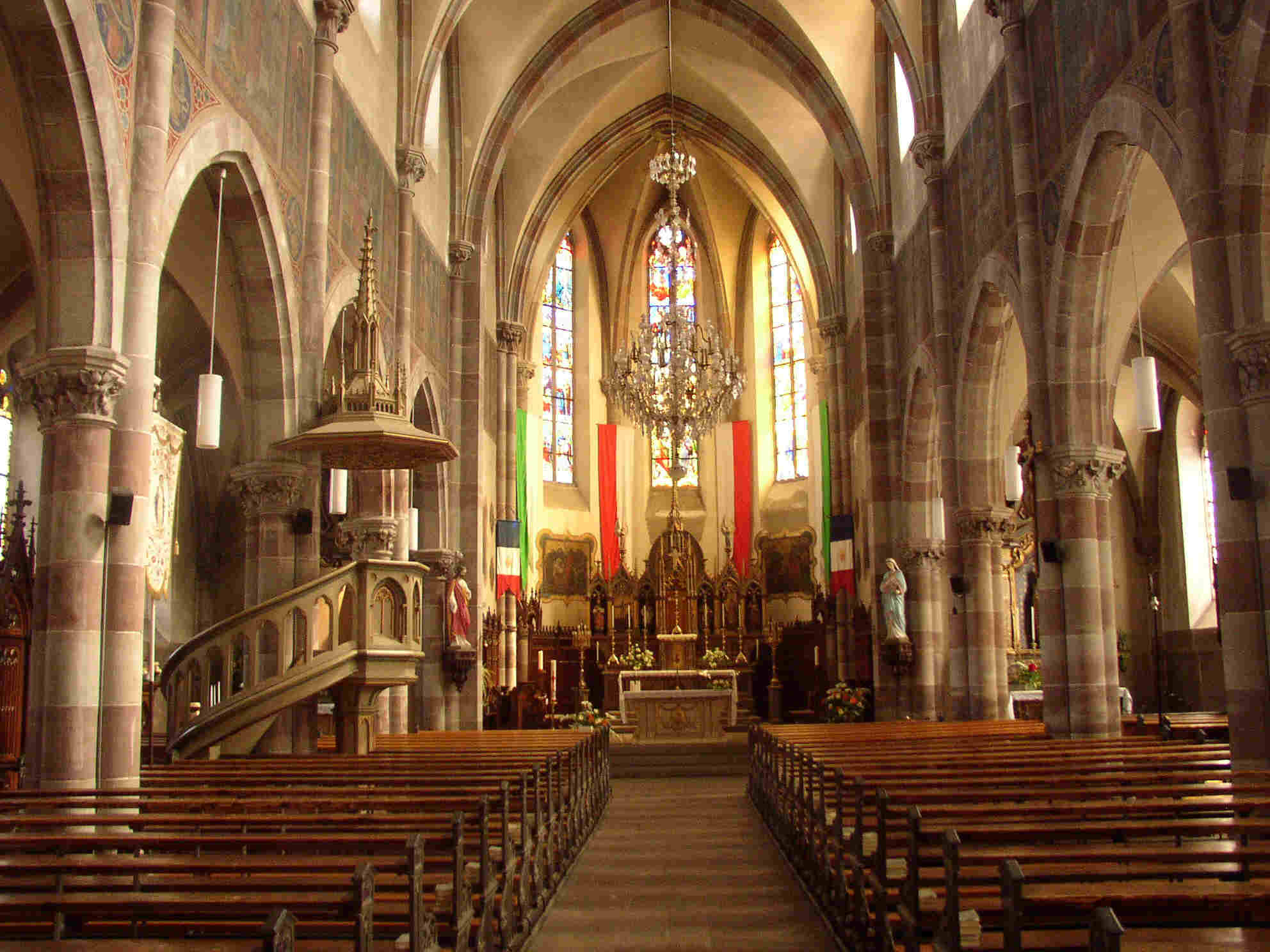
Riedmünster (Innenansicht)
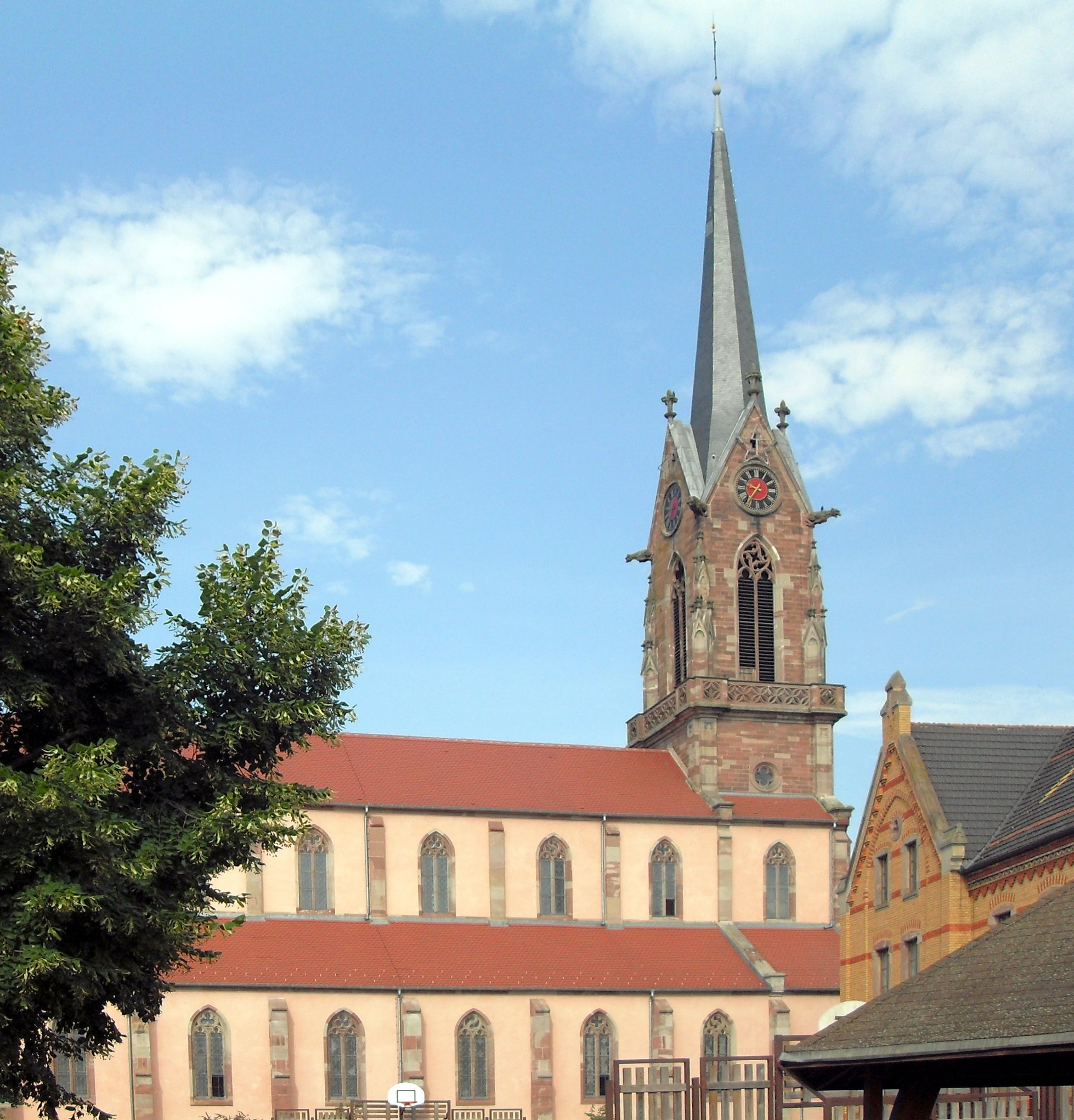
Kirche St. Stephan
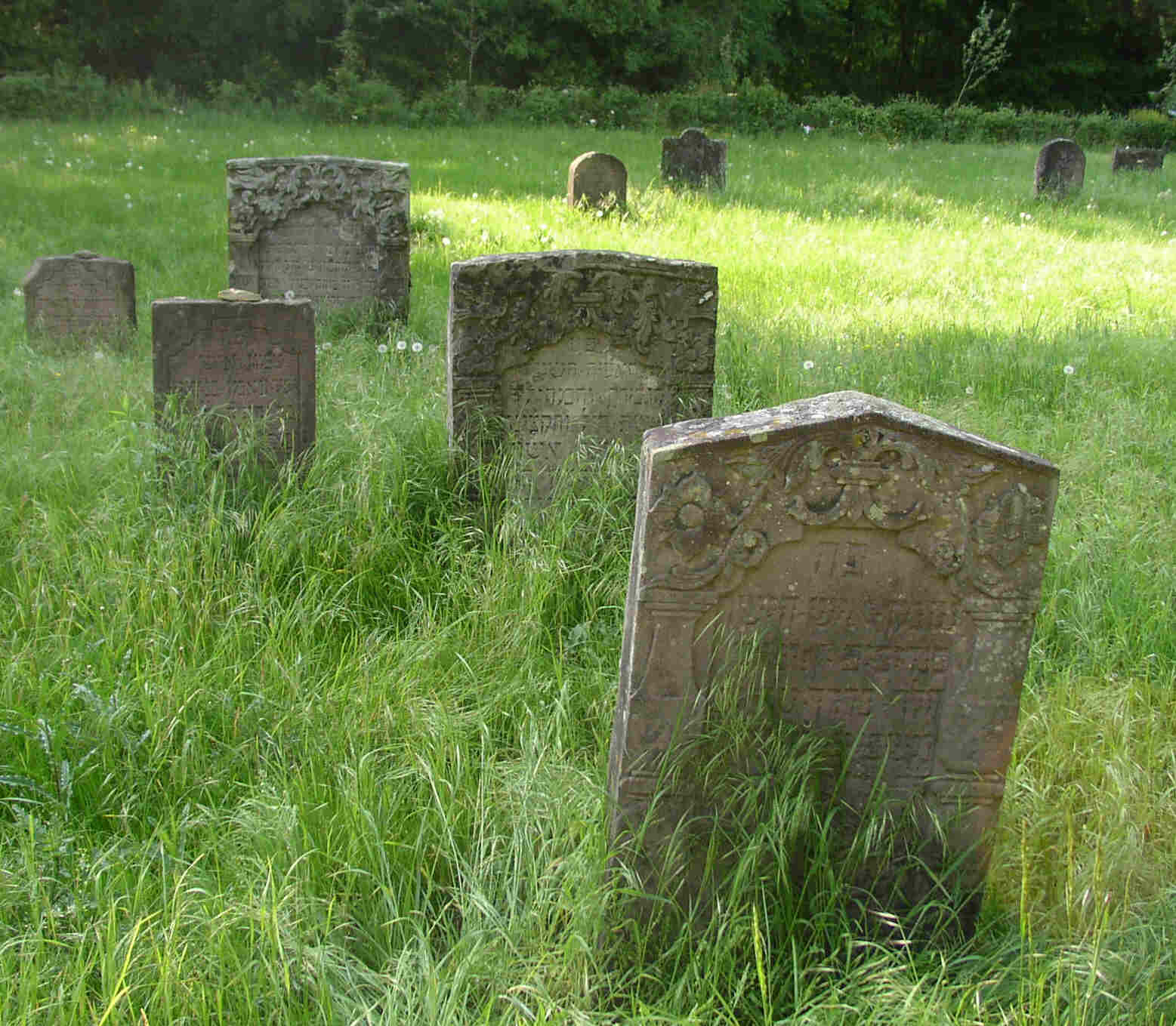
Jüdischer Friedhof Mackenheim

- Da die letzten einheimischen Juden in den 1980er Jahren aus Mackenheim wegzogen, gab es für die Synagoge vorerst keine Verwendung mehr. Heute befindet sich in diesem Gebäude deshalb im unteren Bereich ein Saal, der für Theateraufführungen oder private Feiern genutzt wird. Der obere Bereich dient als Bibliothek und der Jugend als Treffpunkt.
- Der Jüdische Friedhof wurde im 16. Jahrhundert angelegt.